# Cremnomys
Cremnomys (Wroughton, 1912) è un genere di Roditori della famiglia dei Muridi.

## Descrizione
Al genere Cremnomys appartengono roditori di piccole dimensioni, con lunghezza della testa e del corpo tra 117 e 149 mm, e la lunghezza della coda tra 141 e 169 mm.

### Caratteristiche craniche e dentarie
Il cranio è appiattito dorsalmente e presenta una scatola cranica ampia e un palato relativamente lungo, dove sono situati i due fori palatali allungati. La bolla timpanica è relativamente piccola. 
Sono caratterizzati dalla seguente formula dentaria:

### Aspetto
La pelliccia è lunga, soffice e setosa. I piedi sono corti e larghi, adattati alla vita rupicola e fossoria. Il quinto dito del piede è allungato. La pianta dei piedi ha 6 cuscinetti. La coda è più lunga della testa e del corpo ed è ricoperta fittamente di peli. Le femmine hanno un paio di mammelle pettorali e 2 paia inguinali.

## Distribuzione
Questo genere è endemico del Subcontinente indiano.

## Tassonomia
Il genere comprende 2 specie.
- Cremnomys cutchicus
- Cremnomys elvira